# Andal
Andal fou una antiga província del Cayor situada al que avui dia és el departament de Tivaouane a la regió de Thiés a pocs quilòmetres al nord-est de Mboro.
La província fou cedida a França pel damel Madiodo en un tractat del 4 de desembre de 1863.